# Leptochilus aegineticus
Leptochilus aegineticus är en stekelart som beskrevs av Gusenleitner 1970. Leptochilus aegineticus ingår i släktet Leptochilus och familjen Eumenidae. Inga underarter finns listade i Catalogue of Life.